# Яппа, Юрий Андреевич
Юрий Андреевич Я́ппа (21 сентября 1927, Ленинград — 19 августа 1998, Санкт-Петербург) — советский и российский физик-теоретик.

## Биография
Отец — известный ленинградский врач Андрей Павлович Яппа (1885—1952), мать — Зинаида Григорьевна Яппа (девичья фамилия Ревкова, 1898—1953). У обоих родителей этот брак был вторым (первым мужем З. Г. Ревковой с осени 1917 по лето 1918 года был известный революционный и государственный деятель Г. И. Благонравов, в то время комендант Петропавловской крепости). Родители развелись в 1938 году, после чего Андрей Павлович женился в третий раз, и Юрий Андреевич остался в новой семье отца.

### В годы блокады
К началу Великой Отечественной войны Ю. А. Яппа окончил 6-й класс средней школы, а школьную программу за 7—10 классы изучил самостоятельно за 3 года, находясь в осаждённом Ленинграде и работая (с 1 июля 1941 по 12 сентября 1944 г.) в больнице им. И. Г. Коняшина (Московский пр., 104), в которой его отец заведовал отделением. За работу в годы блокады Ю. А. Яппа был награждён медалью «За оборону Ленинграда».

### Учёба в университете
В 1944 г. Ю. А. Яппа экстерном сдал экзамены, получил аттестат зрелости с отличием и был принят на физический факультет Ленинградского государственного университета, только что вернувшегося из эвакуации. Зимой 1944-45 гг. Ю. А. Яппа совмещал учёбу с работой в университетской котельной. На первых курсах Ю. А. Яппа также работал в лаборатории молекулярной физики В. Н. Цветкова, по совету которого на 3-м курсе записался в группу теоретиков. В этой же группе учился Ю. Н. Демков, сын известного ленинградского архитектора и впоследствии крупный физик-теоретик, на всю жизнь ставший одним из ближайших друзей Ю. А. Яппы. Ю. А. Яппа окончил университет в 1949 г. и был оставлен в аспирантуре под руководством профессора П. П. Павинского на кафедре теоретической физики, которой руководил академик В. А. Фок. Впоследствии до конца жизни В. А. Фока Ю. А. Яппа оставался его ближайшим сотрудником.
В 1953 году защитил кандидатскую диссертацию. К тому времени (хотя тогда это не требовалось) у него уже были печатные работы, в том числе в «Докладах АН СССР».

### Дубна

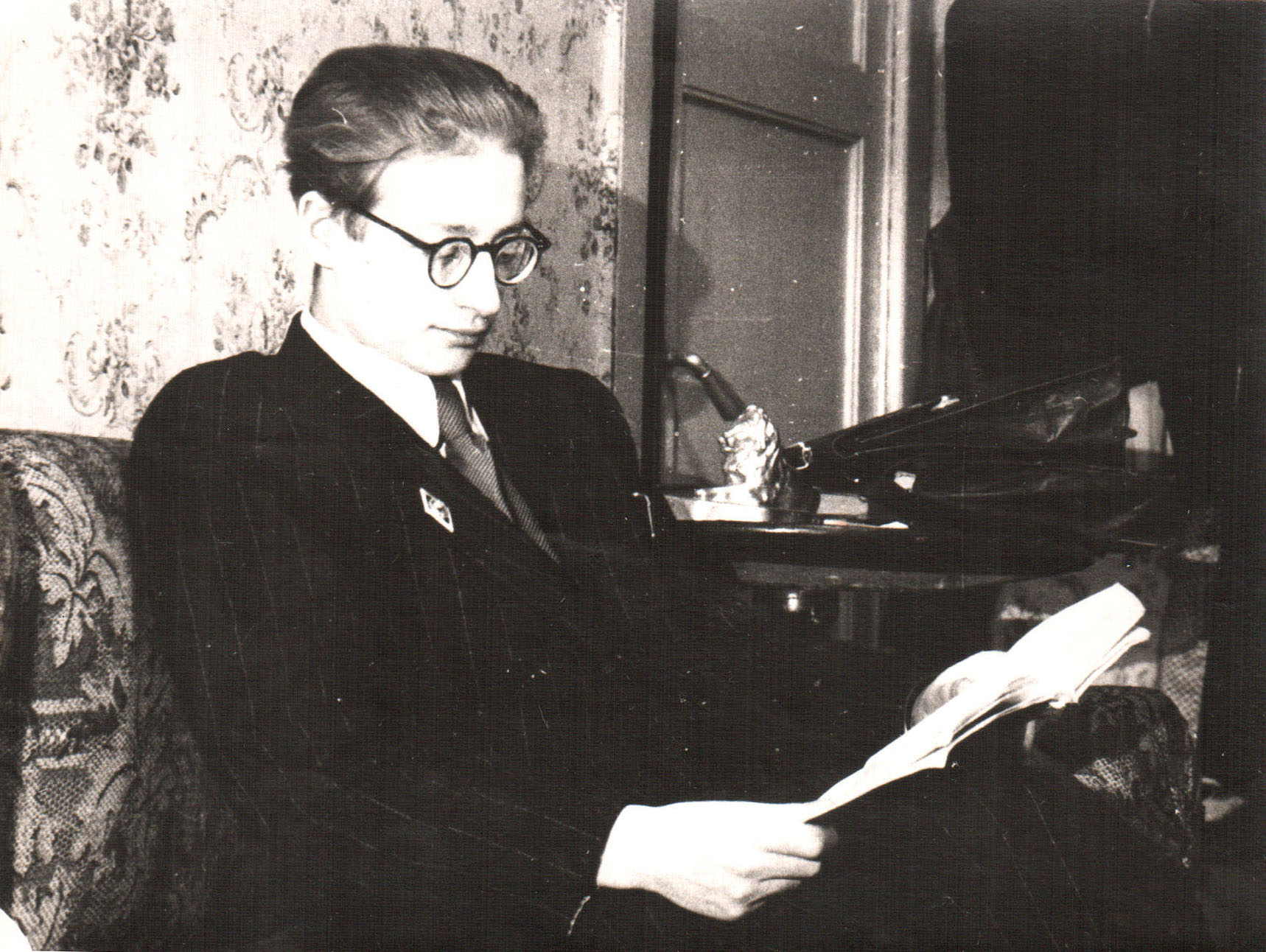
Ю. А. Яппа в 1957 году

В 1954 году по приглашению В. А. Фока Ю. А. Яппа поступил на работу в Институт ядерных проблем АН СССР в Дубне, где В. А. Фоку предложили возглавить теоретический отдел. Академик Фок взял молодого учёного в качестве своего помощника и поручил ему руководство группой молодых сотрудников. Сотрудники только что окончили либо МГУ, либо МФТИ, и Юрий Андреевич, уже имевший учёную степень, пользовался у них большим авторитетом.
Молодые теоретики ездили в Москву на семинары Л. Д. Ландау и другие семинары и конференции. В это время Ю. А. Яппа зачастую гостил у младшей сестры своего отца Елены Павловны Ландсберг. В молодости она занималась в одной из студий «свободных танцев», появившихся в России после гастролей Айседоры Дункан. В 1920-х гг. Елена Павловна дружила с М. А. Булгаковым и его второй женой Л. Е. Белозерской, которая неоднократно упоминает её в своих мемуарах. Сохранился экземпляр первого журнального издания романа «Белая гвардия» с надписью: «Милой Лиле Ландсберг на память. Михаил Булгаков. Москва, 1-го февраля 1925 г.» В описываемое время Елена Павловна продолжала тесно дружить с последней женой Булгакова Еленой Сергеевной, и Ю. А. Яппа иногда становился свидетелем их долгих телефонных бесед.
Работа по изучению протон-протонного рассеяния, которой группа Ю. А. Яппы занималась с целью объяснения новых экспериментальных результатов, успешно продвигалась. В этот период под редакцией Ю. А. Яппы были изданы два сборника статей серии «Проблемы современной физики» (том 10 «Метод Тамма — Данкова» с его предисловием и том 11 «Систематика элементарных частиц» с его вводным обзором).
Ю. А. Яппа в течение всего времени своей работы в Институте ядерных проблем был секретарём теоретического семинара, а с декабря 1955 г. — заместителем начальника теоретического отдела. В 1956 году Ю. А. Яппа был утверждён в звании старшего научного сотрудника. К этому времени на базе Института ядерных проблем и Электрофизической лаборатории В. И. Векслера в Дубне был создан Объединённый институт ядерных исследований (ОИЯИ) и шло строительство синхрофазотрона, который уже следующей весной позволил разгонять протоны до таких энергий, которые ранее не были достигнуты нигде в мире. Однако по личным причинам Юрий Андреевич в октябре 1956 года уволился из ОИЯИ и вернулся в Ленинград.

### Снова в Ленинградском университете
В начале 1957 года Ю. А. Яппа был принят на должность старшего научного сотрудника кафедры теоретической физики Ленинградского университета.
В 1964 году Ю. А. Яппа получил должность доцента, в которой проработал до конца своих дней — сначала на кафедре теоретической физики, а после её разделения — на кафедре теории ядра и элементарных частиц (ныне кафедра физики высоких энергий и элементарных частиц СПбГУ). В 1968 году он был утверждён в учёном звании доцента. C 1979 по 1981 год, когда заведующий кафедрой Ю. В. Новожилов работал в представительстве СССР в ЮНЕСКО, Ю. А. Яппа исполнял обязанности заведующего кафедрой.

## Научная и преподавательская деятельность

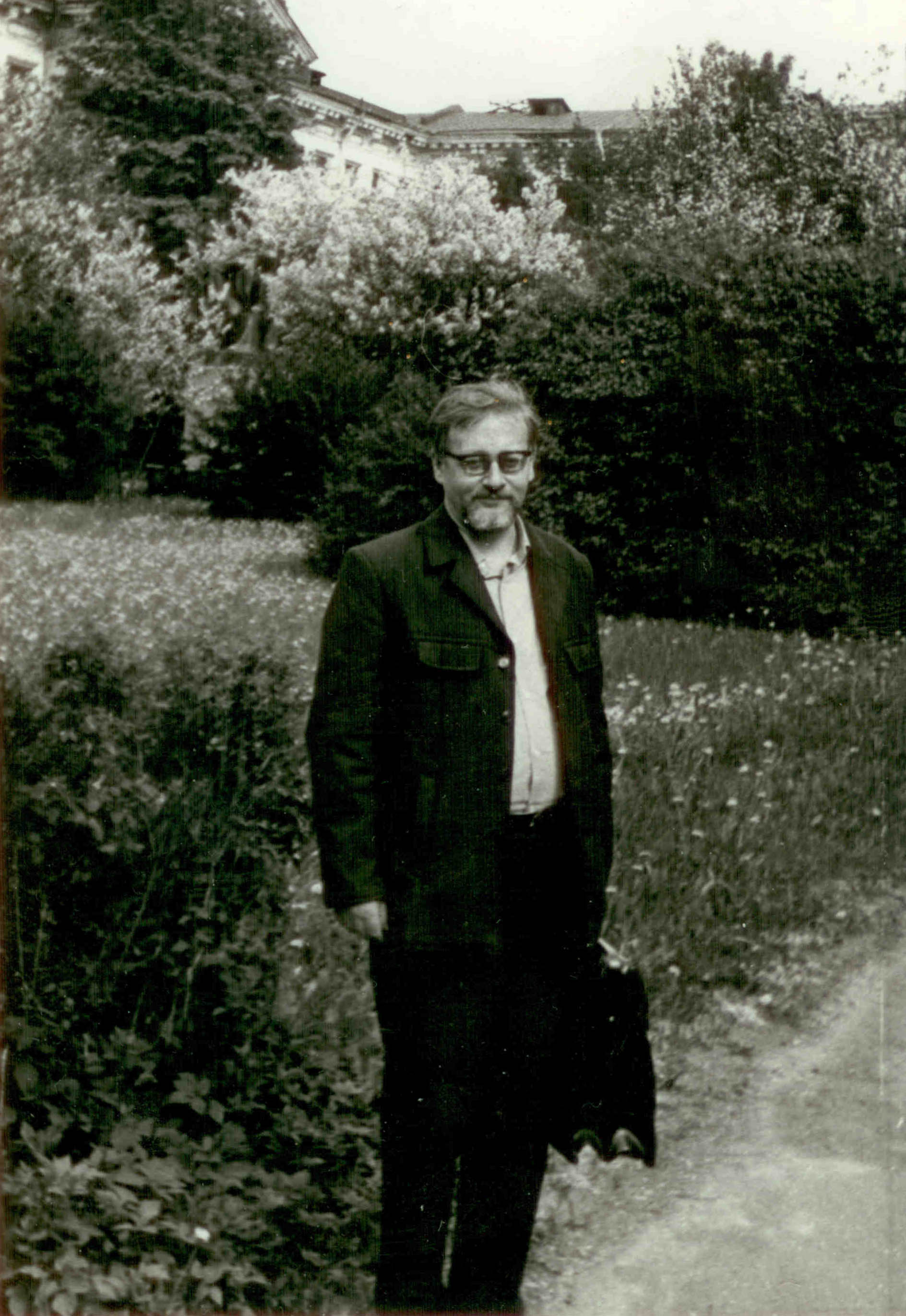
Ю. А. Яппа в парке Политехнического института (1984 г.)

Юрий Андреевич Яппа читал курсы лекций по квантовой механике, теории поля, электродинамике (с 1963 г. по 1990-е), общей теории относительности. Курс по теории относительности ему передал В. А. Фок в 1958 году, и Ю. А. Яппа бессменно читал его для группы физиков-теоретиков до конца своей работы в университете. При этом он продолжал и научную работу по развитию теории относительности, а в 1990 г. написал обширную главу «Гравитация и космология» в сборнике «Физика на пороге новых открытий». В 1960-е гг. он также вёл практические занятия по высшей математике. В 1980-х гг. совместно с В. А. Франке читал спецкурс «Физика элементарных частиц и космология».
Курс электродинамики Ю. А. Яппа построил по тем временам новаторски. Изложение начиналось с уравнений Максвелла, которые сразу объединяли в целостную картину разрозненные экспериментальные факты. В 1978 году на основе этого курса им совместно с Ю. В. Новожиловым было написано учебное пособие «Электродинамика», исправленное издание которого затем дважды выходило в переводе на английский язык.
Много внимания Юрий Андреевич уделял философским вопросам физики. Результаты его исследований в этой области в 1970-х — 1980-х гг. публиковались в престижных научных журналах и философских сборниках («Философские вопросы физики», «Естественные науки и философия» и др.). В общей сложности Ю. А. Яппа опубликовал около 40 работ, из которых в среднем каждая пятая посвящена вопросам философии естествознания.
В 1980-е — 1990-е годы Ю. А. Яппа развивал теорию спиноров и написал по ней учебное пособие, но завершить эту работу не успел: в конце 1997 г. он перенёс инсульт, а 19 августа 1998 года ушёл из жизни. Последняя книга Ю. А. Яппы «Введение в теорию спиноров» была завершена университетскими коллегами
под руководством его многолетнего соратника, профессора В. А. Франке, и издана в 2004 году.
Похоронен на кладбище Санкт-Петербургского крематория.

## Печатные труды

### Книги
- Новожилов Ю. В., Яппа Ю. А. Электродинамика / Учебное пособие. — М.: Наука, 1978. — 352 с. — 15 500 экз.
  - Novozhilov Yu. V., Yappa Yu. A. Electrodynamics / Transl. from Russian by V. I. Kisin. — M.: Mir Publishers, 1981.
  - Novozhilov Yu. V., Yappa Yu. A. Electrodynamics / Transl. from Russian by V. I. Kisin. — 2nd printing — M.: Mir Publishers, 1986. — 6530 экз.
- Яппа Ю. А. Введение в теорию спиноров и её приложения в физике: Учебное пособие / Под ред. В. А. Франке. — СПб.: Изд-во СПбГУ, 2004. — 256 с. — ISBN 978-5-288-01951-7.

### Статьи
- Яппа Ю. А. О приведении релятивистски инвариантных уравнений элементарных частиц к матричной форме // Уч. зап. ЛГУ. 1952. Вып. 146. С. 121—130.
- Яппа Ю. А. О связи между теорией регуляризации и теорией частиц с произвольным спином // Докл. АН СССР. 1952. Т.86. С. 51—54.
- Яппа Ю. А. Шредингеровские формы релятивистски-инвариантных уравнений // Докл. АН СССР. 1954. Т.94. С. 817—820.
- Яппа Ю. А. По поводу статьи В. И. Карпмана // ЖЭТФ. 1955. Е. 28. С.123—124.
- Яппа Ю. А. Предисловие // Метод Тамма — Данкова: (Проблемы современной физики, вып.10): Сб. науч. тр. — М., 1955. — С. 3—4.
- Яппа Ю. А. Вводная статья // Систематика элементарных частиц: (Проблемы современной физики, вып.11): Сб. науч. тр. — М., 1956. — С. 3—17.
- Яппа Ю. А. К методу функционалов в квантовой теории поля. Скалярное поле // Вестник Ленинградского университета. 1958. № 22. С.172—181.
- Якубовский О. А., Яппа Ю. А. О некоторых параметрических представлениях, используемых в теории поля // Вестник Ленинградского университета. 1961. № 10. С. 31—40.
- Лазаренко Ю. П., Яппа Ю. А. Исследование аналитических свойств диаграмм с двумя замкнутыми контурами // Вестник Ленинградского университета. 1961. № 22. С. 26—34.
- Драбкин И. А., Яппа Ю. А. Мажорирование диаграмм Фейнмана для процессов с участием странных частиц // Вестник Ленинградского университета. 1962. № 4. С. 28—36.
- Яппа Ю. А. Некоторые аспекты математического аппарата квантовой теории // Вестник Ленинградского университета. 1963. № 4. С. 34—40.
- Fock V. A., Yappa Yu. A. Buchbesprechung: H.-J. Treder. Gravitative Stosswellen // Deutsche Literaturzeitung (Leipzig). 1964. Bd. 85. № 1. S. 573—574.
- Яппа Ю. А. О расширениях группы Пуанкаре // Тезисы V Всесоюзной конф. по теории элементарных частиц. Ужгород, 1965.
- Яппа Ю. А. Основные свойства расширенной группы Пуанкаре. I // Вестник Ленинградского университета. 1967. № 4. С. 13—20.
- Яппа Ю. А. Структура и формы материи (рецензия на главы из книги) // Вопросы философии. 1968.
- Яппа Ю. А. О философском значении квантовой теории // Методологические вопросы физики. Сб. науч. тр. — М.: Наука, 1968.
- Яппа Ю. А. Принцип дополнительности и проблема единства знаний в естественных науках // Методологические вопросы физики. Сб. науч. тр. — М.: Наука, 1970.
- Яппа Ю. А. О роли вероятностных представлений в физике // Некоторые философские вопросы современного естествознания. Сб. науч. тр. / Отв. ред. Свидерский В. И. — Л.: Изд-во ЛГУ, 1974.
- Яппа Ю. А. Вероятность и интуиция в физико-математическом знании // Методология научного познания. Сб. науч. тр. — Л.: Изд-во ЛГУ, 1974.
- Яппа Ю. А. Математические модели в структуре физической теории // Методология научного познания. Вып.2. Сб. науч. тр. — Л.: Изд-во ЛГУ, 1974.
- Степанов В. Е., Яппа Ю. А. Производная Ли геометрических объектов // Вестник ЛГУ. 1978. № 22.
- Яппа Ю. А. Математический язык физики (к вопросу о «физическом уровне строгости») // Философские вопросы физики. Сб. науч. тр. — Л.: Изд-во ЛГУ, 1980.
- Яппа Ю. А. Особенности физического описания и перспективы развития естественных наук // Естественные науки и философия. Сб. науч. тр. — М.: Наука, 1981.
- Левитский Б. А., Яппа Ю. А. Ковариантное обобщение теорем Нётер для полей со спином 1/2 // Теор. мат. физика. — 1981. — Т. 48, № 2. — С. 227—235.
- Левитский Б. А., Яппа Ю. А. О структуре тензора энергии-импульса и тензора спина в ковариантной теории спинорного поля // Теор. мат. физика. — 1982. — Т. 53, № 2. — С. 250–259.
- Яппа Ю. А. Некоторые геометрические и топологические аспекты описания полей элементарных частиц (классическая теория) // Вопросы релятивистской теории ядра и элементарных частиц / Сб. науч. тр. — Л.: Изд-во ЛГУ, 1984.
- Новожилов Ю. В., Яппа Ю. А. Аналог преобразований Пенроуза для пространства Де Ситтера // Вестник ЛГУ. Сер.4. 1987. Вып.2. С. 53—55.
- Yappa Yu. A. On the interpretation of anticommuting variables in the theory of superspace (англ.) // Lett. Math. Phys.. — 1987. — Vol. 14, no. 2. — P. 157—159.
- Яппа Ю. А. О геометрической интерпретации суперпространства // В сб.: Проблемы теоретической физики. III. — Л.: Изд-во ЛГУ, 1988. — С. 21—27.
- Яппа Ю. А. Гильбертово многообразие замкнутых кривых в теории поля бозонных струй // Вестник ЛГУ. Сер.4. 1988. Вып.4 (№ 25). С. 60—61.
- Yappa Yu. A. Notes on the Dirac equation in an N-dimensional space // Preprint of the University of Burgundy DIJ 211/88. — Dijon: University of Burgundy, 1988. — 12 p.
- Яппа Ю. А. Гравитация и космология // Физика на пороге новых открытий / Браун М. А., Козырев А. Н., Яппа Ю. А. и др. — Гл. 2. — Л.: Изд-во ЛГУ, 1990. — С. 36—62.

### Редактирование сборников
- Проблемы современной физики, том 10: Метод Тамма — Данкова / Редактор сборника Ю. А. Яппа. — М.: Издательство иностранной литературы, 1955.
- Проблемы современной физики, том 11: Систематика элементарных частиц / Редактор сборника Ю. А. Яппа. — М.: Изд-во иностранной литературы, 1956.

## Награды
- 1944 — медаль «За оборону Ленинграда».
- 1957 — медаль «В память 250-летия Ленинграда».
- 1985 — медаль «Сорок лет Победы в Великой Отечественной войне 1941—1945 гг.».